# Крымские эстонцы

Мемориальная доска Эдуарду Вильде в селе Береговое Бахчисарайского района

Крымские эстонцы (эст. Krimmi eestlased) — этнические эстонцы, проживающие в Крыму.
После Крымской войны многие сёла Крыма опустели из-за массового отъезда крымских татар в Османскую империю. Поскольку большинство эстонских крестьян находилось в плачевном экономическом состоянии, некоторые из них решили переселиться в Крым. Эстонские переселенцы в основном принадлежали к малтсветианству, течению, которое отделилось от лютеранства, но улучшение материального положения и завоёванный авторитет среди других крымчан вернули их снова к ортодоксальному лютеранству.
В конце XIX века большая часть крымских эстонцев жила компактно, в сёлах. В 1926 году крымские эстонцы, которые были в основном зажиточными крестьянами, были лишены права участвовать в выборах. С принятием так называемой Сталинской конституции (1936 год) право голоса им было возвращено, но следующая волна репрессий (1937—1938 годы) привела к существенному уменьшению численности этнических эстонцев на полуострове.
По данным переписи населения 2014 года, в Крыму проживало 350 эстонцев, и на начало 2014 года действовали три эстонские культурные организации.

## История
После Крымской войны (1853—1856) многие села Крыма были опустошены в результате массового отъезда крымских татар в Османскую империю в процессе мухаджирства, при этом некоторые исследователи считают, что правительство Российской империи также способствовало переселению разными притеснениями и выполнило, по крайней мере частично, программу выселения крымских татар. Переселение людей из Эстонии объяснялось рядом причин, в частности плачевным экономическим состоянием крестьянства и отношением к эстонским крестьянам остзейского дворянства. Писатель Эдуард Вильде на собранных в 1904 году в Крыму материалах написал роман «Пророк Малтсвет» (эст. «Prohvet Maltsvet»), в котором так описываются причины переселения:

Не слепой порыв, рождённый лживыми обещаниями обманщиков, заставил эстонского крестьянина покинуть свои берёзовые рощи и ельники, поля и луга, свои родники и ручьи, холмы и долины, с которыми он связан извечными узами, и сменить их на унылые, засушливые степи восточной и южной России. К этому его вынудил крепостной гнёт со всеми его ужасами, и поныне царящий на его родине, хоть и под другим названием.
— Источник: Вильде Э. Пророк Малтсвет: роман / Эдуард Вильде; [перевод с эстонского: Б. Лийвак и Т. Маркович; под редакцией М. Кулишовой; послесловие: Ю. Кяосаар; иллюстратор: Э. Окас]. — Таллин: Эстонское государственное издательство, 1952. — 702 с.

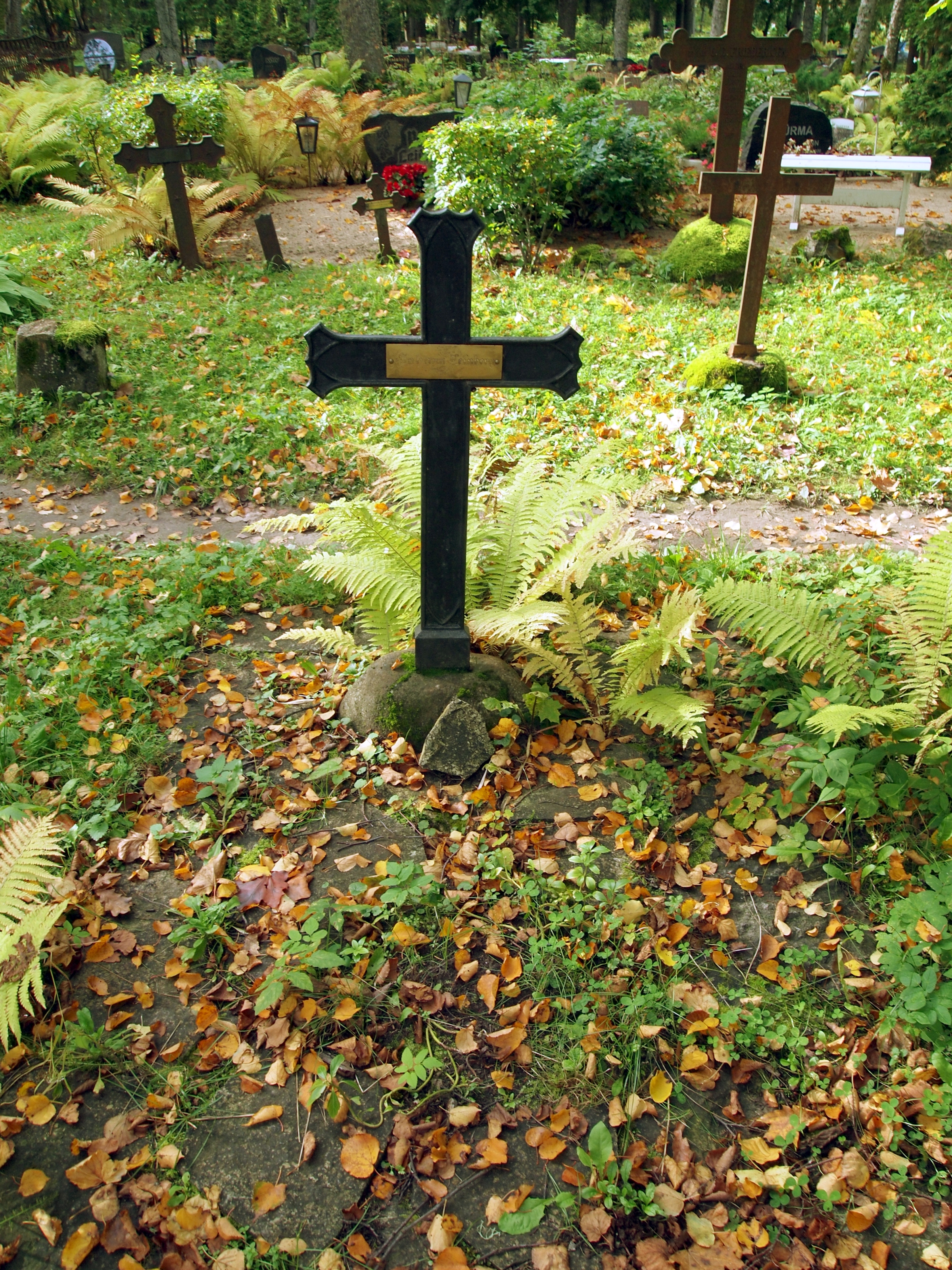
Могила Юхана Лейнберга (Пророка Малтсвета) на кладбище Реопалу в Пайде

Власти Таврической губернии давали переселенцам ряд льгот: на каждого мужчину от 12 до 15 десятин земли, каждая семья получала от государства по 100 рублей невозвратного займа, а также хлеб и семена на год; в случае, если три года подряд будут неурожайными, государство также предоставляло им бесплатный хлеб и семена. Кроме того, в течение первых восьми лет в Крыму эстонцы были свободны от воинской обязанности, подушного и судебных налогов.

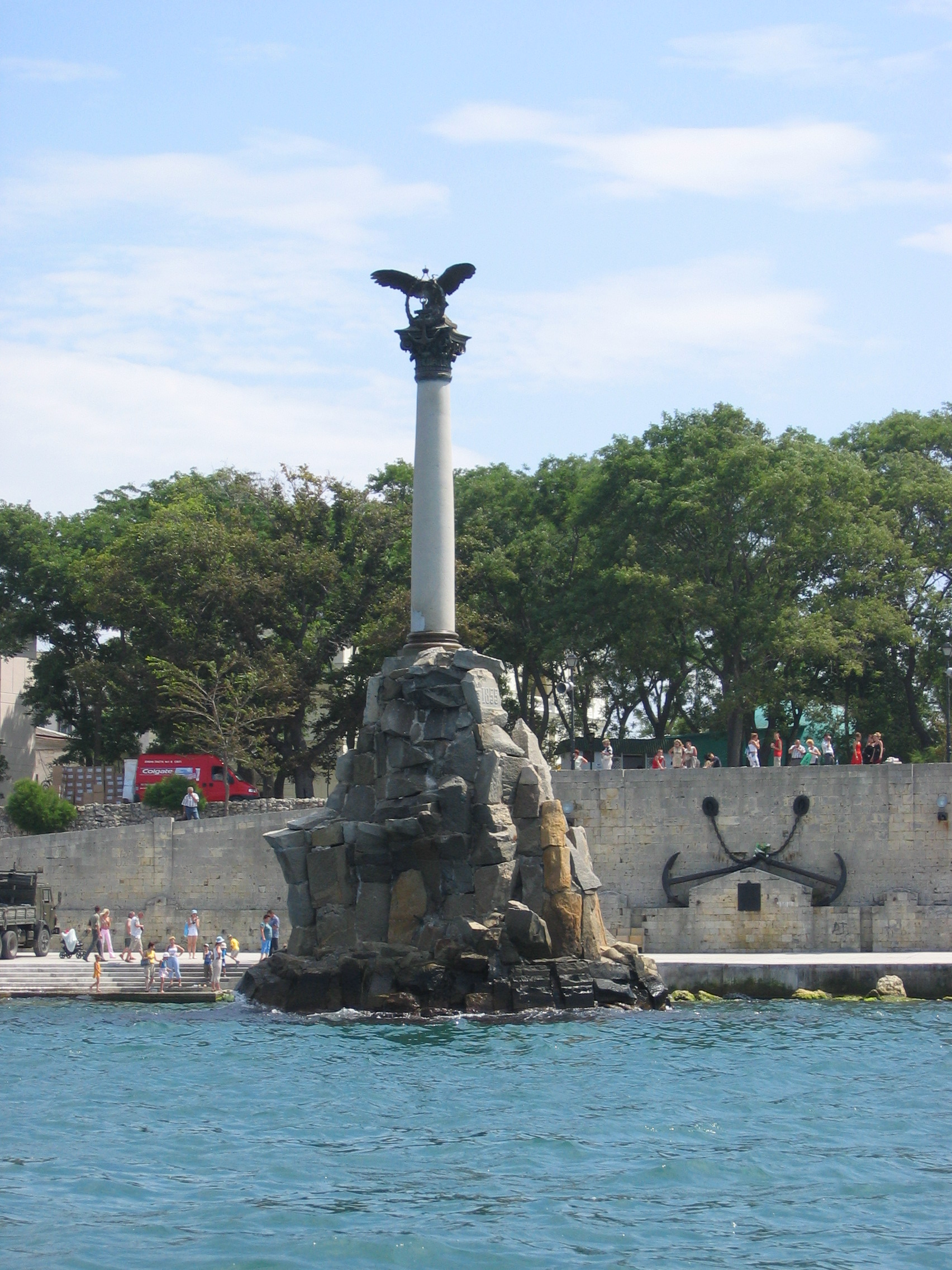
Памятник затопленным кораблям, А. Г. Адамсон, 1905, Севастополь

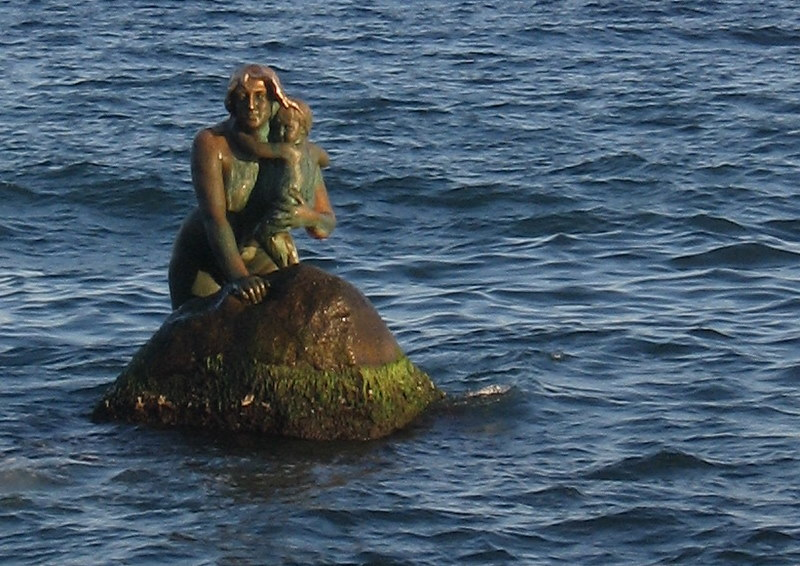
Мисхорская русалка, А. Г. Адамсон, 1907 (восстановлена 1984), Мисхор

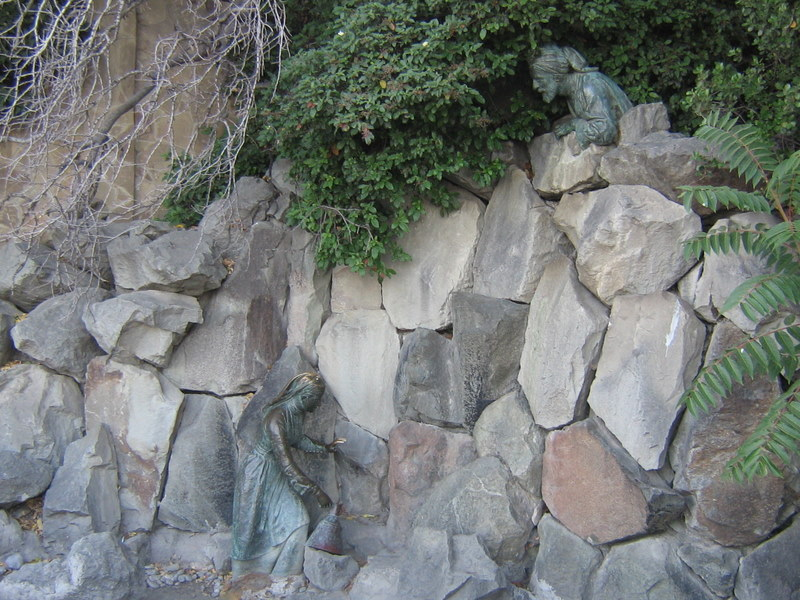
Девушка Арзы и Али-Баба, А. Г. Адамсон, Мисхор

В 1860 году в Крым прибыло несколько семей из Эстонии. В 1861 году в Таврическую губернию пришла многочисленная группа переселенцев, которая составляла 23 семьи или около 120 человек. Эти люди происходили из деревень Раннамыйза и Тискре, которые были центрами малтсветианства — лютеранского течения, которую основал «пророк Малтсвет», эстонец по имени Юхан Лейнберг (с его именем связывают появление идеи переселения бедняков-эстонцев в Крым, однако изначально она исходила от Густава Малтса (Gustav Malts), который, в отличие от хорошо знавшего Библию, но необразованного Лейнберга, был знаком с учебником географии Каузмана-Шульца (1854) и с изданной в виде приложения к нему картой «Европа и Палестина», на которой был изображён Крым. Малтс был избран доверенным лицом малтсветианцев и вместе с Лейнбергом, которого уже разыскивали эстонские власти, совершил полугодовую ознакомительную поездку по Крыму в 1861 году). Симферопольское управление казённых земель выделило эстонцам территорию на берегу Чёрного моря (ныне село Береговое Бахчисарайского района). В августе 1861 года в Таврическую губернию прибыла следующая группа (около 10 семей) переселенцев во главе с Аабрамом Норте из поселения Колга на севере Эстонии. Они поселились в Актачи-Кият (который они назвали Абрамовка), расположенном к северу от Симферополя на берегу Салгира. К. Мяармян закрепил за своими переселенцами территории села Бурлюк), которые принадлежали помещице Беловодской. Следом на Крымский полуостров прибыл Антс Валькман, который привёз с собой 50 паспортов переселенческих семей. Местность для заселения выделила помещица Мария Далаева в селе Кара-Кият. В Симферопольском уезде 118 эстонских семей поселилось у помещика Галаева и 113 семей у помещицы Беловодовой. В течение 1862 года из Лифляндской и Эстляндской губерний в Крым переселилось 577 эстонцев. В 1869 году в Крым прибыла третья волна переселенцев, которая состояла из нескольких десятков семей.
Согласно советской переписи населения 1926 года, в Крыму было несколько поселений, основанных эстонцами или восстановленных ими во второй половине XIX века: Береговое (Бахчисарайский район), Первомайское (Первомайский район), Краснодарка, Новоэстония, Упорное, Гвардейское (Первомайский район), Колодезное (Симферопольский район), Боз-Гоз, Курулу-Кипчак и другие.
В 1882 году эстонский художник Йохан Кёлер совместно с другими эстонскими переселенцами купил в Крыму большую усадьбу Кунтагани, но вскоре столкнулся с финансовыми трудностями. Через несколько лет усадьба из-за долгов была продана на аукционе.
В конце XIX века изменился вид эстонских поселений. Дома строились из камня, крыша покрывалась черепицей. Во дворах строились амбары, сараи, вокруг дома разбивались фруктовые сады, появились свои ремесленники, врачи, учителя. Строили молитвенные дома, танцевальные площадки, клубы для пения и танцев. Детей учили родному и русскому языку. Статистические данные за 1915 год о грамотности эстонцев Крыма свидетельствуют: эстонцы занимали первое место в губернии по владению родным языком (73,81 % мужчин, 71,77 % женщин) и третье место в губернии по владению русским у мужчин — 45,57 % (женщины были по этому показателю на первом месте — 39,01 %). Такой высокий уровень грамотности обуславливалось тем, что эстонские переселенцы почти сразу открывали школы.
Эстонские переселенцы принадлежали к малтсветианству, которое отделилось от лютеранства (основная христианская конфессия Эстляндии в те времена), но улучшение материального положения и завоёванный авторитет среди других крымчан вернули их снова к ортодоксальному лютеранству.
В Севастополе стоит известный «Памятник затопленным кораблям», а в Мисхоре — «Девушка Арзы и Али-Баба» и «Русалка» эстонского скульптора Амандуса Хейнриха Адамсона.

## Русификация и попытки сохранить национальную идентичность
В конце XIX века большая часть крымских эстонцев жила компактно, в сёлах. Так, согласно данным переписи населения 1897 года из 2210 эстоноязычных лиц Таврической губернии только 470 (21 %) были городскими жителями. Впоследствии они стали выезжать на заработки в города и селиться там — в Симферополе, Севастополе, Феодосии и Ялте. В городах они должны были растворяться среди иноэтнического конгломерата.
В начале XX века крымские эстонцы еще сохраняли элементы национальной одежды. Так, мужчины надевали короткие до колен штаны и чулки, обмотанные накрест веревкой от лаптей. Поверх они надевали чёрные сборчатые кафтаны с оловянными пуговицами, густо посажеными от воротника до пояса. Рубашки из грубого полотна доходили до колен.

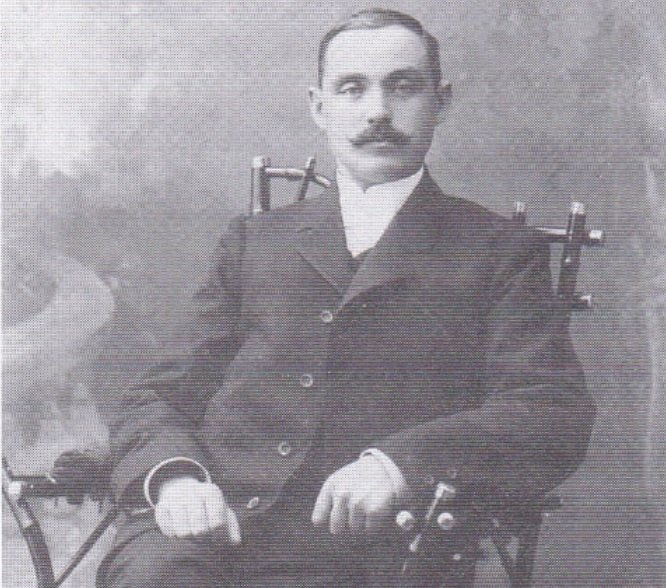
Яан Тимзе, председатель Таврического губернского общества эстонцев

В 1914 году в Крыму был проведен большой песенный праздник с участием эстонцев из разных регионов Российской империи, в 1917 году зарегистрировано Таврическое губернское общество эстонцев.
После свержения власти Временного правительства в ноябре 1917 — январе 1918 года эстонцы имели своего депутата в Совете народных представителей. Им стал ветеринар Яан Тимзе. Позднее он работал на полуострове эстонским консулом при «белых» правительствах. Пытался организовать репатриацию эстонцев на вновь образованную родину. В 1921 году арестован органами ВЧК по подозрению в шпионаже и умер в заключении.
В 1926 году крымские эстонцы, которые были в основном зажиточными крестьянами, были лишены права участвовать в выборах. Впоследствии, с принятием так называемой Сталинской конституции (1936 год) право голоса им было возвращено, но следующая волна репрессий (1937—1938 годы) привела к существенному уменьшению численности этнических эстонцев на полуострове.
В 1930 году в Крыму в местах компактного проживания эстонцев были созданы национальные сельсоветы: в Симферопольском районе — 2, в Джанкойском — 1. В 1924/25 учебном году в Крыму действовало 5 эстонских школ 1-й степени (начальных), в которых учился 131 ученик. Обучение велось на эстонском языке.
В то же время, царское, а затем и советское правительство проводили интенсивную политику русификации Крыма, в результате которой национальные меньшинства, в том числе эстонцы, почти полностью перешли в бытовом общении на русский язык.
| Год                  | 1897 | 1926 | 1939 | 1959 | 1970 | 1979 | 1989 | 2001 | 2014 |
| -------------------- | ---- | ---- | ---- | ---- | ---- | ---- | ---- | ---- | ---- |
| Человек              | 2176 | 2084 | 1900 | 1228 | 1291 | 1047 | 985  | 674  | 350  |
| % от населения Крыма | 0,39 | 0,29 | 0,17 | 0,10 | 0,07 | 0,05 | 0,04 | 0,03 | 0,02 |
| Из них в городах     | 470  | 578  | 862  |      |      |      |      |      | 180  |

Так, по переписи 1926 года из 2084 этнических эстонцев в Крыму эстонским языком владели 1872 человека (90 %), а по данным переписи 1989 года из 985 эстонцев родной язык знала примерно треть, то есть в три раза меньше. По данным переписи 2001 года в Крыму проживали 674 эстонца (23,5 % всех эстонцев Украины), из них указали родным эстонский язык только 91 человек (13,5 %), русский — 579 человек (85,9 %), украинский — 2 человека (0,3 %). По состоянию на 2004 год крымские эстонцы в возрасте старше 60 лет ещё могли связно говорить на эстонском, несколько младшее поколение (возраст 40–50 лет) частично понимали эстонский, хотя разговаривали на русском, используя при этом некоторые эстонские фразы. Были и те, которые не могли сказать ни слова на эстонском, но при этом считали себя эстонцами согласно своей фамилии и воспоминаниям родителей.
По данным Министерства иностранных дел Эстонии, в 2011 году в Крыму проживало около 600 этнических эстонцев.
После научно-практической конференции 2001 года «140 лет эстонскости в Крыму» (эст. 140 aastat eestlust Krimmis), когда стало понятно, что Украина не в состоянии обеспечить поддержку общины крымских эстонцев, а на Крымском полуострове из-за экономических проблем в стране распространяется бедность и ряд других социальных проблем (наркозависимости, конфликты с крымскими татарами, которые возвращались после советской депортации и т. д.), Эстония развернула программу помощи своим соотечественникам. Осенью 2002 года в средней школе Александровки начала преподавать эстонский язык и культуру присланная Министерством образования Эстонии учительница Мерго Симмули (эст. Merge Simmuli). Через год её заменила Райна Рейльян (эст. Raina Reiljan). Следующими были Хелле Аунап (эст. Helle Aunap), Тийна Реканд (эст. Tiina Rekand), Энда Трубок (эст. Enda Trubok), Кристи Сепп (эст. Christi Sepp). Задачей всех этих учительниц было не только преподавать язык, но и управлять кружком эстонской культуры. Группы эстонского языка были предназначены как для детей, так и для взрослых (в том числе из Симферополя). В 2009 году в Эстонии был снят посвящённый этим событиям документальный фильм «Крымская учительница» (эст. Krimmi õpetaja) (автор — Вагур Лайапеа, эст. Vahur Laiapea).
Крымское эстонское общество культуры организовано 7 апреля 1997 года. Его председателем была избрана Мери Никольская. В 2001 году в Севастополе появилось аналогичное общество, которое возглавил Эрих Каллинг.В 2020 году эстонская автономия вошла как структурное подразделение в РОО «Крымский центр финно-угорской культуры», который возглавил Владимир Старчков, а О. Скрипченко является его заместителем по культуре.
С 2004 года в Симферополе при финансовой поддержке Министерства культуры Эстонии (эст. Kultuuriministeerium) дважды в год выходила на эстонском и русском языках газета «Крымские эстонцы» (свидетельство о регистрации КМ № 918 от 08.07.2003, Республиканский Комитет по информации Автономной Республики Крым, полное название эст. Krimmi eestlased, рус. Информационная, литературно-художественная газета Крымского эстонского общества культуры), редактировали которую с украинской стороны Мэри Никольская (эст. Meeri Nikolskaja) и Маре Литневска (эст. Mare Litnevska), с эстонской Тийна Тоомет (эст. Tiina Toomet) и Ааре Гиндремяе (эст. Aare Hindremäe) (по сообщениям эстонских СМИ известно, что контакты между Любовью Бойчук, которая была переводчицей газеты «Krimmi eestlased», и Ааре Гиндремяе продолжаются и после присоединения Крымского полуострова к России).
В годы до аннексии Крыма Россией гостями музея в Краснодарке было два президента Эстонской Республики — Леннарт Мери и Арнольд Рюйтель.
В Крымском этнографическом музее существует эстонский раздел, где представлены как документы, так и предметы материальной культуры крымских эстонцев.

## После аннексии полуострова Россией в 2014 году
После аннексии Крыма Россией весной 2014 года Эстонская республика не имела контактов с крымскими эстонцами, поскольку Эстония официально признавала полуостров частью Украины.
Кроме Ольги Скрипченко, из сообщений СМИ известны имена ещё двух представителей эстонских культурных объединений в Крыму: председатель Севастопольского эстонского национально-культурного общества Эрих Каллинг (эст. Erich Kalling) и Любовь Бойчук (эст. Ljubov Boitšuk).
Деятельность эстонской общины в Крыму неофициально поддерживает (в том числе финансово) националистическая Консервативная народная партия Эстонии (эст. Eesti Konservatiivne Rahvaerakond) в лице заместителя председателя партии и посла от Эстонии в Европарламенте Яака Мадисона (эст. Jaak Madison).

## Крым и крымские эстонцы в художественной, мемуарной и научной эстонской литературе
В первые годы переселения в эстонской прессе появился ряд статей об условиях жизни в Крыму, которые очень критически описывали тяжёлый опыт эстонских переселенцев. В сентябре и октябре 1904 года эстонский писатель Эдуард Вильде поехал в долгое путешествие по Крыму и Кавказу для того, чтобы описать жизнь эстонских поселений. В Симферополе, Тархане, Замруке, Кончи-Шавве, Боз-Гозе и в других поселениях он собирал воспоминания эмигрантов старшего поколения и получил ценную рукопись одного из лидеров переселенцев, Густава Малтса (эст. Gustav Malts), которая называлась «История веры Малтсвета и эмиграции в Крым». Эта рукопись стала одним из основных источников романа Вильде «Пророк Малтсвет», окончательная версия которого была издана в 1908 году. В конце 1904 — начале 1905 года Вильде также издал свой полевой дневник под названием «О визите к крымским и кавказским эстонцам». Жизнь крымских эстонцев в начале 1920-х годов описывалась также Оттомаром Лааманом (эст. Ottomar Laamann, 1900—1988), который позже эмигрировал в Канаду.

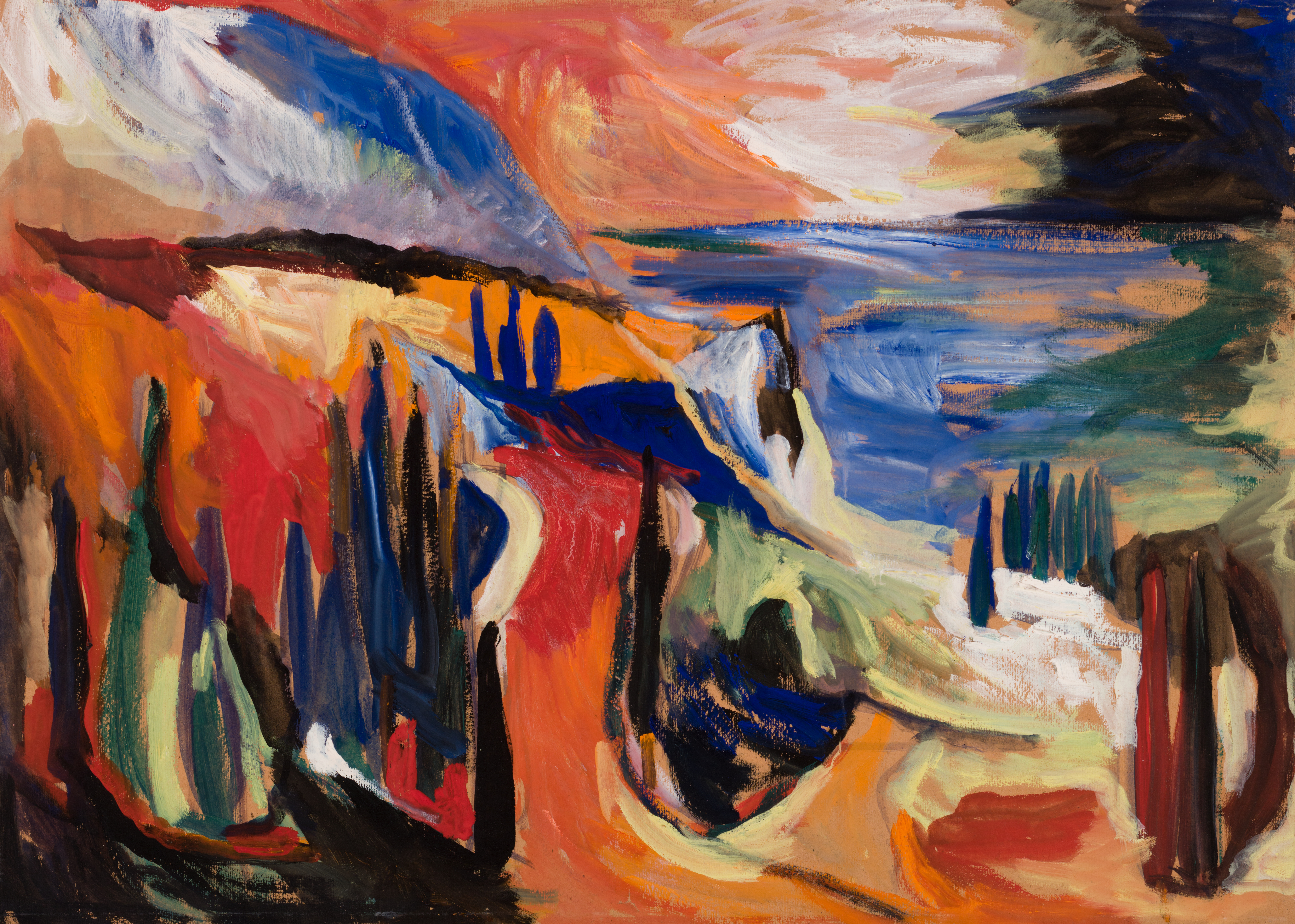
Крымский пейзаж. Лола Лийват, 1963

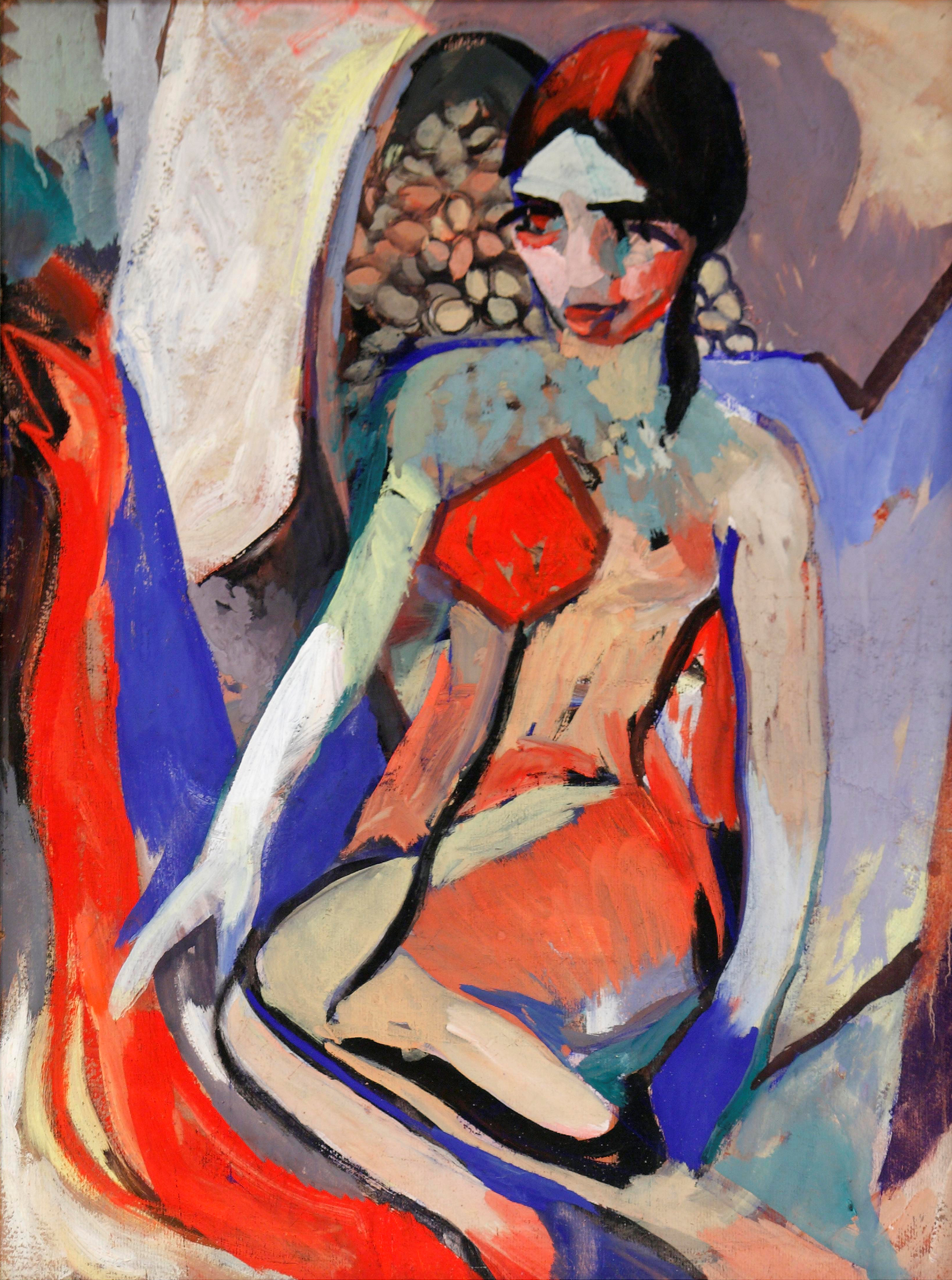
Крымская невеста. Лола Лийват, 1964

Эстонская художница-абстракционист Лола Лийват создала в 1960-х годах картины с крымскими мотивами — «Крымский пейзаж» (эст. Krimmi maastik) и «Крымская невеста» (эст. Krimmi pruut), которые экспонируются в Тартуском художественном музее (эст. Tartu Kunstimuuseum) как часть выставки «Сопротивление духа» (эст. Vaimu vastupanu).
В 2001 году в Крыму в рамках Европейского дня языков состоялось мероприятие (в том числе ряд семинаров), участие в котором приняли общественные, культурные и научные деятели из Эстонии, а также представители финно-угорских организаций Финляндии, Швеции и России, целью которого было детальное обсуждение стратегии развитию эстонского языка за пределами Эстонии.
9—10 сентября 2001 года в Береговом состоялась эстоно-украинская научная конференция «140 лет эстонскости в Крыму» (эст. 140 aastat eestlust Krimmis), материалы которой вошли в «Первый крымский сборник» (эст. Krimmi kogumik I), изданный в Таллине весной 2002 года. 9-10 сентября 2004 года в Симферополе была проведена следующая конференция «Эстонцы в XIX—XXI веках в Крыму» (эст. Eestlased XIX-XXI sajandil Krimmis), материалы которой составили «Второй крымский сборник» (эст. Krimmi kogumik II), изданный в Таллине в 2005 году. 10 сентября 2011 года в Евпатории состоялась третья эстоно-украинская научная конференция, материалы которой изданы в Тарту как «Третий крымский сборник» (эст. Krimmi kogumik III).
С начала 2000-х годов и по 2014 год в Крыму постоянно проживал бывший баскетболист, а ныне эстонский писатель и журналист Михкель Тикс (эст. Mihkel Tiks). Свой опыт он описал в автобиографическом романе «Крымский узник» (эст. Krimmi vang), первый том которого охватывает жизнь и любовь в украинском Крыму, тогда как второй том символически называется «Русский век» (эст. Vene aeg — это аллюзии к эстонской историографии, где так называется период Эстонской ССР, официально трактуемый эстонскими властями как «оккупационный период»). Несмотря на очень критическое отношение Тикси к украинским реалиям, в частности, к всеобъемлющей коррупции и архаической забюрократизованности, он не может жить при новой, очень советской по сути власти:

Я долго жил во времена одной оккупации, второй раз точно не хочу"
Оригинальный текст (эст.)«Ühe okupatsiooni ajal olen ma pikalt oma elu elanud, teist küll enam ei taha.
— Источник: Teder M. Mihkel Tiks kolib Krimmist ära mõnele teisele soojale maale (эст.). https://postimees.ee (9 апреля 2014). Дата обращения: 22 апреля 2020.
Истории крымских поселений эстонцев посвящено несколько публикаций краеведа Леонгарда Салмана (эст. Leongard Salman, 27.08.1931—09.01.2019), который был также основателем Союза крымских эстонцев. Все его книги, основанные на собранных архивных документах, изданы на русском языке.

### Комментарии
1. ↑  На стене почтового отделения нынешнего села Береговое (Бахчисарайский район) в его честь висит мемориальная доска

## Внешние ссылки
На русском языке:
- "АК+" в Крыму: санкции тормозят экономическую активность на полуострове
- Эстонцы в Крыму надеются на приезд учителя эстонского языка
- ERR в Крыму: жители полуострова коронавируса пока не боятся

На эстонском языке:
- "Välisilm" uuris, kuidas saadakse sanktsioonidega hakkama Krimmis  (эст.)
- ERR Krimmis: eestlased püüavad oma keelt ja kultuuri säilitada nii Ukraina kui ka Vene võimu all  (эст.)
- ERR Krimmis: poolsaare elanikud koroonaviiruse pärast mures ei ole  (эст.)